# Camp de concentration de Vulkanwerft
Le camp de concentration de Vulkanwerft fait partie des premiers camps de concentration nazis éphémères en Allemagne. Il est situé à Szczecin, dans le quartier de Bredow. Il est aussi appelé KZ Stettin-Bredow. C'est l'un des « camps sauvages » établis par les SA (ou par les Schutzstaffel, selon d'autres sources). Il ouvre en octobre 1933 et ne reste en activité que jusqu'en mars 1934, avant le transfert des prisonniers ; malgré la brièveté de son existence, il connaît trois commandants : le SS-Truppführer (en) Otto Meier, le SS-Truppführer Karl Salis et le SS-Truppführer Fritz Pleines. Le camp est célèbre pour la brutalité des gardiens. Les prisonniers sont enfermés au sous-sol du chantier naval.